# Mäetaguse kommun
Mäetaguse vald är en kommun i Estland.   Den ligger i landskapet Ida-Virumaa, i den östra delen av landet, 140 km öster om huvudstaden Tallinn.
Följande samhällen finns i Mäetaguse vald:
- Mäetaguse
- Kiikla
- Pagari